# 花戏楼
33°53′11″N 115°46′03″E / 33.88639°N 115.76750°E
花戏楼，位于安徽省亳州市谯城区咸宁街，原为山陕会馆、大关帝庙，现中华人民共和国全国重点文物保护单位。
花戏楼最初为大关帝庙，亦为清朝乾隆年间，山西、陕西两省药商在亳州为了行李往来相互照应所建立的会馆。